# Baseball-Bundesliga 1985
Die Baseball-Bundesliga 1985 war die zweite Saison der Baseball-Bundesliga. Anders als im Vorjahr und wie heute üblich, wurde sie nur als eingleisige Bundesliga ausgespielt, darüber hinaus wurden auch keine Play-offs um den Titel des deutschen Meisters ausgespielt, sondern die Meisterschaft nach der regulären Saison, in der jede Mannschaft viermal gegen jede andere Mannschaft spielte beendet. 
Meister wurden wie im Vorjahr die Mannheim Tornados mit drei Siegen Vorsprung vor den Köln Cardinals.

## Austragungsmodus und Teilnehmer
In der Baseball-Bundesliga 1985 gingen nur sieben Mannschaften an den Start, sodass sich eine Aufteilung in zwei Bundesligen nicht rentierte. Obwohl so theoretisch Mannschaften aus ganz Deutschland teilnehmen konnten, kamen die teilnehmenden Mannschaften aus dem Kölner Raum, Baden-Württemberg sowie Wiesbaden.
Aus der Vorsaison nahmen noch fünf Mannschaften teil, neben den Mannheim Tornados waren dies die beiden Kölner Vereine Cardinals und Dodgers, die Zülpich Eagles sowie die Filderstadt Flyers.

## Abschlusstabelle
Tabelle:
|    | Team                  | G  | V  | Pct. | GB |
| -- | --------------------- | -- | -- | ---- | -- |
| 1. | Mannheim Tornados     | 20 | 4  | .833 | 0  |
| 2. | Köln Cardinals        | 17 | 7  | .708 | 3  |
| 3. | Köln Dodgers          | 15 | 9  | .625 | 5  |
| 4. | Zülpich Eagles        | 12 | 12 | .500 | 8  |
| 5. | Mannheim Elite Giants | 10 | 14 | .417 | 10 |
| 6. | Wiesbaden Flyers      | 6  | 18 | .250 | 14 |
| 7. | Filderstadt Flyers    | 4  | 20 | .167 | 16 |